# 랠프 월도 에머슨
랠프 월도 에머슨(Ralph Waldo Emerson, 1803년 5월 25일 ∼ 1882년 4월 27일)은 미국 보스턴에서 태어난 미국의 시인이자 사상가이다.

## 생애
에머슨은 1803년 5월 25일 보스톤에서 태어났다.  그의 부친은 윌리엄 에머슨이며 유니테리언주의 교회의 목사였다.  그의 이름은 그의 모친의 오빠의 이름인 랠프와 그의 부친의 증조모인 레베카 왈도에서 가져온 것이다.  에머슨은 성인까지 살아남은 5명의 아들 중에 둘째로 태어났다.  그는 오로지 영국 가문 출신이며, 그의 가족은 초기 식민시대 이후로 뉴잉글랜드에서 거주해 왔다.  에머슨은 메이 플라워호를 타고 온 존 하우랜드와 엘리지베스 틸리의 7대 후손이다.  
에머슨의 부친은 그의 나이 8살도 안되어 위암으로 사망했다. 에머슨은 그의 모친에 의해 양육되었으며, 그의 고모인 메리 무디 에머슨에 의해 큰 영향을 받았다.  그녀는 1863년 사망하기 까지 에머슨과 긴밀한 유대관계를 유지했다.    

### 유년시절
에머슨은 그가 9살인 1812년에 보스톤 라틴 학교에서 공식적인 학교 과정을 시작했다.  1817년 10월, 그가 14세 때는 학교 직원들이 결석한 학생들을 직접 찾아가도록 했으며 그 결과를 교사들에게 통보하도록 했다.  그는 상급생이 되면서 많은 책을 읽었고,  "넓은 세상" 이라는 저널로 노트북 시리즈를 시작했다.  

### 혼인
에머슨은 1827년 크리스마스에 뉴햄프셔 콩코드에서 그녀의 아내인 엘랜 루이자 터커를 만났고, 2년 뒤에 그녀와 결혼하였다.  그 부부는 보스톤으로 이사를 했고, 그 당시 이미 그녀는 결핵을 앓고 있어서 에머슨의 모친인 루스도 병간호를 위해 동행하였다.  1831년 2월 8일, 그녀는 끝내 사망하였다.  그녀의 죽음은 에머슨에게 많은 영향을 미쳤고, 그는 매일 락스베리에 있는 그녀의 묘소를 방문하였다.  방문 당시 그는 그녀의 묘를 파헤쳐 관을 열었다고 그의 저널에 적혀 있다. 

### 종교적 배경
7대에 걸쳐서 성직(聖職)을 이어온 개신교 목사의 집안에서 태어나 8살 때 아버지를 여의고 고학으로 하버드 대학 신학부를 졸업하였다. 
1821년, 하버드 대학교 졸업반 때, 그는 새로운 독일 철학자들을 반박하고 토머스 리드와 듀갈 스튜어트를 옹호함으로 상을 수여 받았다.  졸업 후 1829년 반 삼위일체적 개신교회인 유니테리언 보스턴 제2교회의 목사가 되었으나, 에머슨의 자유스런 입장에 대해 교회가 반발하여 1832년 사임하였다. 그가 교회를 떠난 이유는 그가 가진 성찬에 대한 견해에 따른 결정이었다. 그는 성찬의식이 성경에 따른 그의 해석의 결과로 보아 현대 교회가 지켜야 할 의무사항이 아니라고 주장하며 목사직을 사임하였다.

### 사상
그 후 유럽으로 건너가 활동하다가 1835년 귀국하였다. 에머슨은 동양 사상에 밝아 청교도의 기독교적 인생관을 비판하는데, 편협한 종교적 독단이나 형식주의를 배척하고, 자신을 신뢰하며 인간성을 존중하는 개인주의적 사상을 주장하여, 자연과 신과 인간은 궁극적으로는 하나로 돌아간다는 범신론적인 초월주의 철학 입장에 섰다. 그는 세속을 싫어하고 구애되지 않은 자연 속에서 사색을 쌓아 '문학적 철인'이라고 추앙받기도 하였으며, 그의 이상주의는 젊은 미국의 사상계에 큰 영향을 끼쳤다.
그는 '자신이 가르친 유일한 교리는 " 개인의 무한함" (the infinitude of the private man) 이다'라는 말을 남겼다.  이것은 평범한 개인 즉, 귀족이 아닐 뿐 아니라 국가와는 구별된 사적인 의미의 개인을 강조한 것이며 니체의 위버멘쉬에도 영향을 미친 개념이다.

#### 인간의 선함을 강조
에머슨은 19세기에 범람했던 염세주의, 즉 믿음을 저버린 인류의 미래를 암담하게 묘사한 볼테르, 바이런, 괴테의 가르침에서 벗어나 인간에게는 선함이 악함보다 미세하나마 더 많이 있음을 말하며 낙천주의를 말하였다. 또한, 그는 성경의 원죄교리에 저항하며 블레즈 파스칼이 인간에 대해 지나치게 부정적인 면만을 부각시켰다고 생각하였다.

### 유럽생활에서 얻은 교훈
유럽에서 머무는 동안 그는 두가지의 큰 교훈을 얻었다.
첫째는 그가 파리에 머물때 자딘 데스 플랜테스 식물원에 방문하였고, 이 때 그는 자연주의(철학)자가 되기로 결심하였다. 그것은 자연이 바로 사람 안에 내재되어 있으며 일부분이라는 것이다. 그 자연은 기묘함과 광활함을 내포한다.
둘째는 그가 낭만주의 시인인 새뮤얼 테일러 콜리지와 윌리엄 워즈워스를 만난 뒤였다. 그는 그들의 모습에서 위대함이라곤 찾지 못했고, 단순히 평범한 젊은 청년들이었음을 발견하고 사람과 자연은 하나이며 모든 사람이 유일하고, 지극히 중요한 인간본성을 가지고 있음을 깨달았다.

## 힌두교의 영향
그의 저서 《보상》은 힌두의 법 카르마를 해석한 것이다. 그는 베다스와 우파니샤드를 공부하였으며, 동양 종교 중 힌두교를 미국에 도입한 장본인이기도 하다. 또한 브라흐마를 초영혼으로 마야를 환상(illusion)으로 해석하였다. 《자기신뢰》에서의 '자기 안에 힘이 있다', '자기 안의 신'은 힌두의 아트만으로 본다. 이것은 심리학적인 '자아'나 '에고', '잠재의식' 같은 것과는 다르다. 에머슨은 '범아일여' 같은 힌두 사상을 기독교와 접목시켜 뉴에이지 사상의 원류를 만든 것이다.

## 주요 저서
- 《자연 (수필)》(Nature, 1836)
- 《신학부 강연》(Divinity College Address, 1838)
- 《문학 윤리》 (Literary Ethics, 1838)
- 《미국인 학자》(The American Scholar, 1837) - 미국의 지적 독립선언이라 일컬어짐.
- 《자시론》(The Method of Nature, 1841)
- 《초월주의자》 (The Transcendentalist, 1842)
- 《미국 젊은이》 (The Young American, 1844)
- 《위인이란 무엇인가》(Representative Men, 1849)
- 《영국인의 특성》(English Traits, 1856)
- 《브라마》 (Brahma, 1857)- 동양사상의 영향을 보여줌
- 《나날》 (The Conduct of Life, 1860)
- 《오월제》 (May Day and Other Poems, 1867)- 시집

### 에세이
- 《에세이 1》 (Essays: First Series, 1841)
- 《자기신뢰》(Self-Reliance, 1841)
- 《초영혼》 ( The Over-Soul, 1841 )
- 《에세이 2》 (Essays: Second Series, 1844) : 수필 시인
- 《사디》(아틀랜틱 월간지, 1864)

### 시
- 《콩코드 찬송가》 (Concord Hymn, 1836)
- 《로도라》 (The Rhodora, 1847)

## 한국어 번역

### 산문
- 서동석 옮김, 《자연》(서울: 은행나무, 2014)
- 정광섭 옮김, 《위인이란 무엇인가/자기 신념의 철학》(서울: 동서문화사, 2010)
- 신문수 옮김, 《자연》(서울: 문학과 지성사, 1998)

### 에세이
- 이창기 옮김, 《(세상 모든 것으로부터의) 정중한 초대》(서울: 하늘아래, 2014)

1. 〈자신감〉(Self-Reliance) — 《Essays: First Series》
2. 〈경험〉(Experience) — 《Essays: Second Series》
3. 〈보상〉(Compensation) — 《Essays: First Series》
4. 〈자연〉(Nature) — 《Essays: Second Series》
5. 〈정치〉(Politics) — 《Essays: Second Series》
6. 〈역사〉(History) — 《Essays: First Series》
7. 〈초영혼〉(The Over-Soul) — 《Essays: First Series》

- 차전석 옮김, 《천 년을 같이 있어도 한번의 이별은 있다》(서울: 나래북, 2014)

1. 〈사랑〉(Love) — 《Essays: First Series》
2. 〈우정〉(Friendship) — 《Essays: First Series》
3. 〈자기〉
4. 〈경험〉(Experience) — 《Essays: Second Series》
5. 〈비극적인 것〉(The Tragic) — 〈Dial〉(1844)
6. 〈운명〉(Fate) — 《The Conduct of Life》(1860)
7. 〈힘〉(Power) — 《The Conduct of Life》
8. 〈부〉(Wealth) — 《The Conduct of Life》
9. 〈수상여록〉(Considerations by the Way) — 《The Conduct of Life》
10. 〈환상〉(Illusions) — 《The Conduct of Life》
11. 〈일과 일상〉(Work and Days) — 《Society and Solitude》(1870)
12. 〈정치에 대하여〉

- 최유나 옮김, 《나다움: 나를 믿고 사랑하게 하는 52가지 멘토링》(서울: 좋은생각사람들, 2011)
- 이창배 옮김, 《영혼에 대한 이해: 독서광으로 유명한 버락 오바마 미국 대통령의 애독서!》(서울: 누멘, 2011)

1. 〈자기신뢰론〉(Self-Reliance) — 《Essays: First Series》
2. 〈대령론〉(The Over-Soul) — 《Essays: First Series》
3. 〈보상론〉(Compensation) — 《Essays: First Series》

- 전미영 옮김, 《자기신뢰》(Self-Reliance)(서울: 이팝나무, 2009)
- 강형심 옮김, 《세상의 중심에 너 홀로 서라: 내 생에-꼭 한번 봐야 할 책》 (서울: 씽크뱅크, 2009)
- 박윤정 옮김, 《자기신뢰의 힘》(서울: 타커스, 2016)
  - 박윤정 옮김, 《스스로 행복한 사람: 랄프 왈도 에머슨 잠언집》(서울: 끌레마, 2009)
- 이창배 옮김, 《사회는 결코 진보하지 않는다》(서울: 황금두뇌, 1999)
- 尹三夏 옮김, 《에머슨 隨想錄》(서울: 汎友社, 1977)
- 李昌培 옮김, 《에머슨 隨想錄》(서울: 瑞文堂, 1973)
  - 이창배 옮김, 《에머슨 수상록》(서울: 서문당, 1996) — 개정판.
  - 이창배 옮김, 《에머슨 수상록》(서울: 서문당, 2009)

### 시집
- 김천봉 옮김, 《랄프 왈도 에머슨》(파주: 한국학술정보, 2012)

## 관련 서적
- 서동석 지음, 《에머슨, 조화와 균형의 삶》(서울: 은행나무, 2014)
- 서동석 지음, 《조화로운 삶의 기술》(서울: 꿈꾸는 돌, 2005)

## 평가[6]
- 존 듀이는 에머슨에 대하여 "민주주의의 철학자"라고 호칭하였다.[7]
- 윌리엄 제임스는 그를 가장 미국적인 철학이라고 할 수 있는 실용주의의 선구자로 보았다.
- 페리 밀러는 에머슨의 초월주의를 대각성(운동)의 주역 조나단 에드워즈의 청교도주의 전통의 계승이라는 시각에서 살핌으로 뉴잉글랜드 전통의 핵심으로 부각시켰다.
- F. O. 매티슨은 미국의 르네상스라고 부른 19세기 중엽 미국 문학의 가장 중심적인 인물로 에머슨을 뽑았고, 그의 투시안을 길잡이로 하여 소로우, 호손, 멜빌, 휘트먼의 초상을 그렸다.

## 같이 보기
- 초월주의
- 헨리 데이비드 소로
- 월트 휘트먼
- 윌리엄 채닝
- 페리 밀러
- 아우구스트 빌헬름 슐레겔